# Romain Horrut
Romain Horrut, né le 17 juillet 1987 à Poznań en Pologne, est un joueur français de roller in line hockey et de hockey sur glace, devenu entraineur. Il évolue au poste d'attaquant.
Formé sur glace aux Boxers de Bordeaux, il est également international français de roller in line hockey, et y joue en club aux Aloses de Bordeaux et aux Artzak d'Anglet. En 2009, il est intégré à l'équipe première des Boxers, alors en division 1 (deuxième niveau national), et arrête le roller. Après le titre de champion de France et la montée des Boxers en ligue Magnus en 2015, il joue une saison dans l'élite du hockey sur glace français.
Redevenu co-entraineur et joueur des Lions de Bordeaux (nouveau nom des Aloses) en juin 2015, tout en priorisant les Boxers dans un premier temps, il décide d'arrêter la glace en 2016. De nouveau sélectionné en équipe de France, il remporte avec elle le titre de champion du monde de roller in line hockey en 2017. Il met un terme à sa carrière de joueur en 2019, restant entraineur des Lions.

## Biographie
Né à Poznań (Pologne) le 17 juillet 1987, il arrive rapidement à Bordeaux, où il commence le hockey sur glace à 4 ans. Jeune, il faisait plusieurs autres sports dont le tennis et le football, avant de se décider pour le hockey sur glace et le roller in line hockey, qu'il a pratiqués conjointement jusqu'en 2009,.
En hockey sur glace, il a été formé et joue pendant toute sa carrière aux Boxers de Bordeaux. En roller in line hockey, il joue aux Aloses de Bordeaux jusqu'en 2008, année où le club décide de demander sa relégation en Nationale 1 (2e niveau) pour des raisons financières. Il joue alors à Anglet, restée en Ligue Élite, en 2008-2009. Il est sacré vice-champion de France et remporte la coupe de France, puis décide d'arrêter le roller in line hockey, pour se consacrer pleinement à la glace,,.
Avec l'équipe de France de roller in line hockey, il joue deux championnats du monde FIRS, et termine vice-champion en 2008, après une défaite en finale contre les États-Unis. Il joue également les Jeux mondiaux de 2009 à Kaohsiung, à Taïwan, où la France perd de nouveau en finale, toujours contre les États-Unis,,,,.
En 2010, il devient titulaire aux Boxers de Bordeaux. Il entraine également les jeunes de la catégorie U11 en 2011-2012 et U13 en 2012-2013 et 2013-2014. Les Boxers sont éliminés à deux reprises en demi-finale du championnat en 2011 et 2013. En 2014, Bordeaux se classe deuxième de la saison régulière, et parvient à accéder à la finale, perdue trois matches à zéro face à Lyon. La saison suivante, les Boxers finissent premiers à l'issue de la saison régulière, puis arrivent de nouveau en finale contre Anglet. Ils gagnent cette fois trois matches à un, et sont promus en ligue Magnus,,,.
En juin 2015, les Lions de Bordeaux, nouveau nom des Aloses, annoncent qu'il revient au roller in line hockey, en plus de la glace, et devient co-entraineur. Il met fin à sa carrière sur glace à la fin de cette première saison dans l'élite du hockey français,,.

## Palmarès

### Roller in line hockey
- 2008 : vice-champion du monde FIRS[7],[10]
- 2009 : Finaliste des jeux mondiaux[9]
- 2008-2009 : vice-champion de France[3]
- 2017 :
  - Finaliste des jeux mondiaux
  - Champion du monde[19]

### Hockey sur glace
- 2009 : champion de France Espoirs U22 Excellence (2e niveau)[4]
- 2014-2015 : champion de France de Division 1.

## Statistiques en hockey sur glace
| Saison    | Équipe             | Ligue                  |    | Saison régulière | Saison régulière | Saison régulière | Saison régulière | Saison régulière | Saison régulière |   | Séries éliminatoires | Séries éliminatoires | Séries éliminatoires | Séries éliminatoires | Séries éliminatoires | Séries éliminatoires |
| Saison    | Équipe             | Ligue                  | PJ | B                | A                | Pts              | Pun              | +/-              | PJ               | B | A                    | Pts                  | Pun                  | +/-                  |                      |                      |
| 2003-2004 | Boxers de Bordeaux | Cadets U18 Élite       | 9  | 6                | 4                | 10               | 61               |                  |                  |   |                      |                      |                      |                      |                      |                      |
| 2004-2005 | Boxers de Bordeaux | Cadets U18 Élite       | 7  | 8                | 4                | 12               | 28               |                  | 1                | 1 | 0                    | 1                    | 2                    |                      |                      |                      |
| 2004-2005 | Boxers de Bordeaux | Division 1             | 1  | 0                | 0                | 0                | 0                |                  |                  |   |                      |                      |                      |                      |                      |                      |
| 2007-2008 | Boxers de Bordeaux | Espoirs U22 Élite      | 15 | 8                | 7                | 15               | 28               |                  |                  |   |                      |                      |                      |                      |                      |                      |
| 2007-2008 | Boxers de Bordeaux | Division 1             | 1  | 0                | 0                | 0                | 0                |                  |                  |   |                      |                      |                      |                      |                      |                      |
| 2008-2009 | Boxers de Bordeaux | Espoirs U22 Excellence | 11 | 14               | 11               | 25               | 32               |                  | 6                | 4 | 11                   | 15                   | 14                   |                      |                      |                      |
| 2008-2009 | Boxers de Bordeaux | Division 1             | 13 | 2                | 1                | 3                | 6                |                  | 1                | 0 | 0                    | 0                    | 0                    |                      |                      |                      |
| 2009-2010 | Boxers de Bordeaux | Division 1             | 26 | 4                | 8                | 12               | 12               |                  | 2                | 0 | 0                    | 0                    | 2                    |                      |                      |                      |
| 2010-2011 | Boxers de Bordeaux | Division 1             | 23 | 2                | 4                | 6                | 34               |                  | 6                | 0 | 0                    | 0                    | 0                    |                      |                      |                      |
| 2011-2012 | Boxers de Bordeaux | Division 1             | 22 | 5                | 11               | 16               | 60               |                  |                  |   |                      |                      |                      |                      |                      |                      |
| 2012-2013 | Boxers de Bordeaux | Division 1             | 19 | 11               | 9                | 20               | 32               |                  | 4                | 0 | 1                    | 1                    | 2                    |                      |                      |                      |
| 2013-2014 | Boxers de Bordeaux | Division 1             | 22 | 6                | 18               | 24               | 56               | 10               | 8                | 0 | 2                    | 2                    | 4                    | -2                   |                      |                      |
| 2014-2015 | Boxers de Bordeaux | Division 1             | 24 | 2                | 7                | 9                | 24               | 11               | 7                | 1 | 0                    | 1                    | 6                    | 1                    |                      |                      |
| 2015-2016 | Boxers de Bordeaux | Ligue Magnus           | 17 | 0                | 0                | 0                | 0                | -1               | 6                | 0 | 0                    | 0                    | 0                    | -2                   |                      |                      |